# Kneserjev graf
Kneserjev graf {\displaystyle KG_{n,k}\,} (ali tudi kar {\displaystyle K_{n,k}\,}) pri n ≥ 2k+1 je v teoriji grafov graf, katerega točke ustrezajo podmnožici množice n elementov in kjer sta dve točki povezani, če in samo če sta odgovarjajoča seznama (množici) povezav disjunktna. Imenuje se po nemškem matematiku Martinu Kneserju, ki ga je prvi raziskoval leta 1955.
Polni graf na n točkah je Kneserjev graf {\displaystyle KG_{n,1}\,}.
Komplement povezavnega grafa polnega grafa na n točkah je Kneserjev graf {\displaystyle KG_{n,2}\,}. Za k = 2 je komplement Kneserjevega grafa {\displaystyle KG_{n,2}\,} znan kot Johnsonov graf {\displaystyle J_{n,2}\,}.
Kneserjev graf {\displaystyle KG_{2n-1,n-1}} je znan kot lihi graf {\displaystyle O_{n}\,}. Lihi graf {\displaystyle O_{3}=KG_{5,2}\,} je izomorfen Petersenovemu grafu.
Število točk v Kneserjevem grafu je enako:
{\displaystyle {2n+k \choose n}\!\,}
in vsaka je stopnje:
{\displaystyle {n+k \choose n}\!\,.}
Število povezav je enako:
{\displaystyle {1 \over 2}{2n+k \choose n}{n+k \choose n}\!\,.}
Kromatično število Kneserjevega grafa je enako χ(KG) = n-2k+2.